# Parc d'État des États-Unis

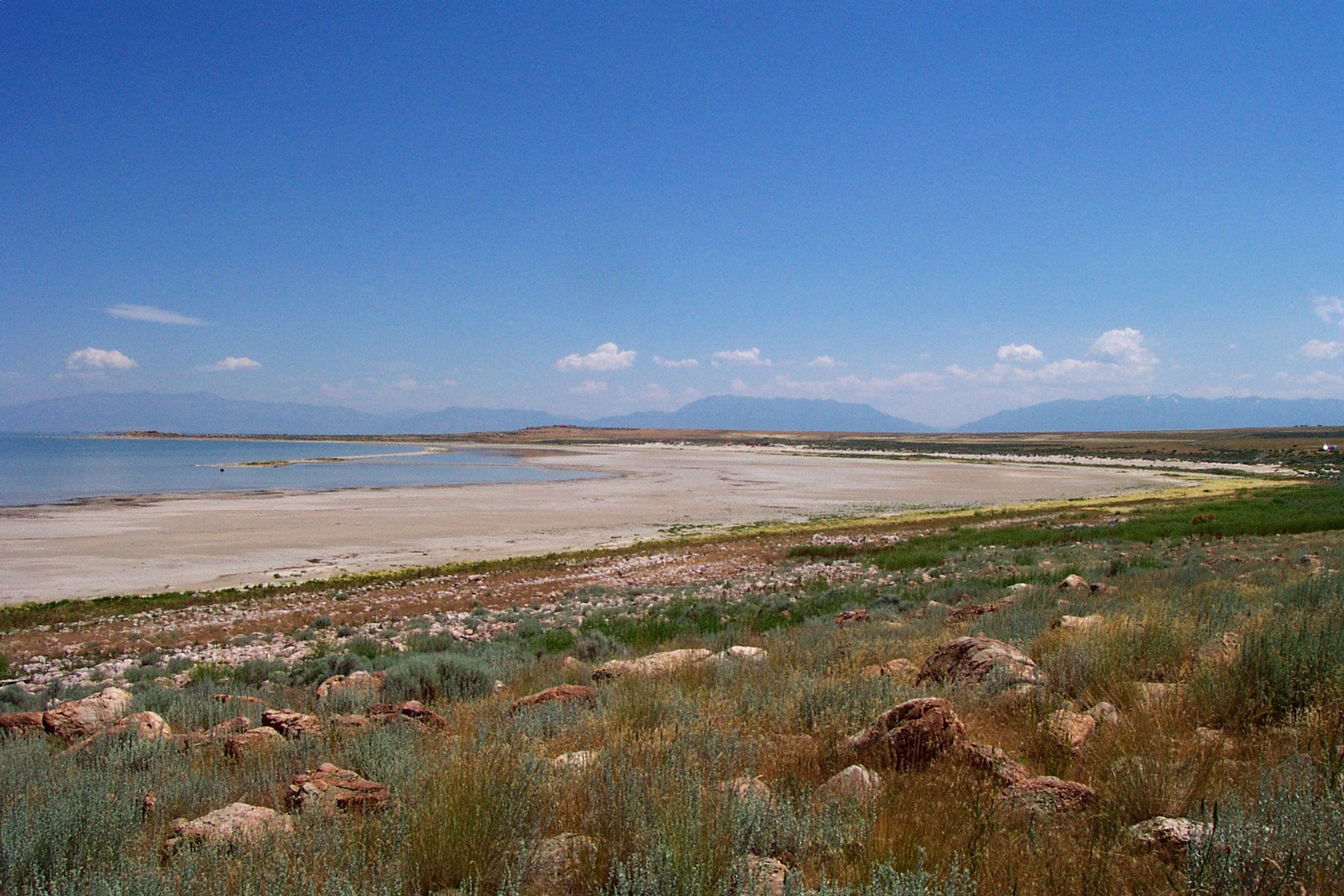
Parc d'État de l'île Antelope, États-Unis (Antelope Island State Park)

Un parc d'État ou un monument d'État, en anglais State Park et State Monument, est aux États-Unis un type d'aire protégée notamment en raison de sa beauté naturelle, de son intérêt historique ou de son utilisation à des fins récréatives. Les parcs d'État sont des aires protégées classées en Catégorie II ou III de l'UICN.

## Administration
En cela, bien que généralement plus petits que les parcs nationaux, ils leur sont assez similaires. La différence majeure résulte dans leur mode d'administration, car ils sont placés sous l'administration non pas de l'État fédéral mais sous celle de l'État dans lequel ils se trouvent.
De même, on trouve des zones protégées administrées par des subdivisions des États fédérés. C'est le cas notamment des County parks, gérés par les comtés.

## Histoire
Aux États-Unis, les parcs d'États sont apparus avant même les parcs nationaux. En 1864, le gouvernement fédéral reconnaît l'intérêt de préserver la vallée de Yosemite et la forêt de séquoia de Mariposa Grove. Abraham Lincoln choisit alors de céder les terres à l'État de Californie qui y gagne son premier State Park. En effet, à cette époque la pensée politique dominante était que la préservation du territoire devait échoir plus aux États fédérés qu'à l'État fédéral. Le premier parc national fut quant à lui fondé en 1872 (Yellowstone).
Le parc d'État de Yosemite fut plus tard (1890) incorporé dans le parc national de Yosemite.
Dans les faits, le parc le plus ancien est probablement celui d'Indian Springs, en Géorgie, qui appartient à l'État et est ouvert au public de manière continue depuis 1825. Il n'est cependant devenu juridiquement un parc d'État qu'en 1931.
Les années 1930 en général et le premier mandat de Roosevelt en particulier furent l'âge d'or des parcs d'État, une bonne partie de ceux existant actuellement ayant été créés à cette époque.